# Panamomops dybowskii
Panamomops dybowskii är en spindelart som först beskrevs av O. Pickard-Cambridge 1873.  Panamomops dybowskii ingår i släktet Panamomops och familjen täckvävarspindlar. Inga underarter finns listade i Catalogue of Life.